# Blues for Allah
 (mai 2017).
Si vous disposez d'ouvrages ou d'articles de référence ou si vous connaissez des sites web de qualité traitant du thème abordé ici, merci de compléter l'article en donnant les références utiles à sa vérifiabilité et en les liant à la section « Notes et références ».
Albums de Grateful Dead
From the Mars Hotel
(1974) Steal Your Face
(1976)
Singles
1. The Music Never Stopped [2]
Sortie : septembre 1975
2. Franklin's Tower [3]
Sortie : janvier 1976

Blues for Allah est le huitième album studio du groupe de rock américain Grateful Dead. Il est enregistré entre le 27 février et le 7 mai 1975 et sort le 1er septembre 1975. Il s'agit du troisième album sur le label du groupe Grateful Dead Records (en), après son départ de Warner Bros.

## Présentation
C'est le premier album avec le percussionniste Mickey Hart depuis quatre ans.
L'album est réédité en 1995 sur CD par Arista avant d'être sorti dans un nouvel arrangement et augmenté dans Beyond Description (1973–1989) (en), un coffret de 12 CD en octobre 2004. Cette version reparaît plus tard, sur CD séparé, le 7 mars 2006 chez Rhino Records.
Bien quà ce jour (2017) il n'ait pas reçu de certification RIAA, Blues for Allah est l'album le plus performant du groupe jusqu'à In the Dark en 1987, atteignant la 12e place, pendant une durée de treize semaines, du classement Album Billboard.

## Liste des titres
Toutes les paroles sont écrites par Jerry Garcia et Robert Hunter, sauf annotations.
| A1. | Help on the Way (chanteur principal : Jerry Garcia)     |                                                | 3:15 |
|     | - Slipknot!                                             | Garcia, Keith Godchaux, Kreutzmann, Lesh, Weir | 4:03 |
| A2. | Franklin's Tower (chanteur principal : Jerry Garcia)    | Garcia, Hunter, Kreutzmann                     | 4:37 |
| A3. | King Solomon's Marbles                                  |                                                |      |
|     | - Part 1: Stronger than Dirt                            | Lesh                                           | 1:55 |
|     | - Part 2: Milkin' the Turkey                            | Hart, Kreutzmann, Lesh                         | 3:25 |
| A4. | The Music Never Stopped (chanteur principal : Bob Weir) | Weir, Barlow                                   | 4:35 |

| B1. | Crazy Fingers (chanteur principal : Jerry Garcia) |                | 6:41 |
| B2. | Sage & Spirit                                     | Weir           | 3:07 |
| B3. | Blues for Allah (chant : The Grateful Dead)       |                | 3:21 |
|     | - Sand Castles and Glass Camels                   | Grateful Dead  | 5:26 |
|     | - Unusual Occurrences in the Desert               | Garcia, Hunter | 3:48 |

| Titres supplémentaires - Rééditions 2004 (inclus dans le coffret 12 CD Beyond Description (1973–1989), 24 octobre 2004) et 2006 (États-Unis, Rhino, 7 mars 2006) | Titres supplémentaires - Rééditions 2004 (inclus dans le coffret 12 CD Beyond Description (1973–1989), 24 octobre 2004) et 2006 (États-Unis, Rhino, 7 mars 2006) | Titres supplémentaires - Rééditions 2004 (inclus dans le coffret 12 CD Beyond Description (1973–1989), 24 octobre 2004) et 2006 (États-Unis, Rhino, 7 mars 2006) | Titres supplémentaires - Rééditions 2004 (inclus dans le coffret 12 CD Beyond Description (1973–1989), 24 octobre 2004) et 2006 (États-Unis, Rhino, 7 mars 2006) | Titres supplémentaires - Rééditions 2004 (inclus dans le coffret 12 CD Beyond Description (1973–1989), 24 octobre 2004) et 2006 (États-Unis, Rhino, 7 mars 2006) | Titres supplémentaires - Rééditions 2004 (inclus dans le coffret 12 CD Beyond Description (1973–1989), 24 octobre 2004) et 2006 (États-Unis, Rhino, 7 mars 2006) | Titres supplémentaires - Rééditions 2004 (inclus dans le coffret 12 CD Beyond Description (1973–1989), 24 octobre 2004) et 2006 (États-Unis, Rhino, 7 mars 2006) | Titres supplémentaires - Rééditions 2004 (inclus dans le coffret 12 CD Beyond Description (1973–1989), 24 octobre 2004) et 2006 (États-Unis, Rhino, 7 mars 2006) | Titres supplémentaires - Rééditions 2004 (inclus dans le coffret 12 CD Beyond Description (1973–1989), 24 octobre 2004) et 2006 (États-Unis, Rhino, 7 mars 2006) | Titres supplémentaires - Rééditions 2004 (inclus dans le coffret 12 CD Beyond Description (1973–1989), 24 octobre 2004) et 2006 (États-Unis, Rhino, 7 mars 2006) |
| No | Titre | Paroles | Durée | | | | | | |
| --- | --- | --- | --- | --- | --- | --- | --- | --- | --- |
| 8. | Groove #1 (enregistrement studio, instrumental) | Garcia, K. Godchaux, Hart, Kreutzmann, Lesh, Weir | 5:45 | | | | | | |
| 9. | Groove #2 (enregistrement studio, instrumental) | Garcia, K. Godchaux, Hart, Kreutzmann, Lesh, Weir | 7:36 | | | | | | |
| 10. | Distorto (enregistrement studio, instrumental) | Garcia | 8:14 | | | | | | |
| 11. | A to E Flat Jam (enregistrement studio, instrumental) | Garcia, K. Godchaux, Hart, Kreutzmann, Lesh, Weir | 4:40 | | | | | | |
| 12. | Proto 18 Proper (enregistrement studio, instrumental) | Garcia, K. Godchaux, Hart, Kreutzmann, Lesh, Weir | 4:19 | | | | | | |
| 13. | Hollywood Cantana (enregistrement studio) | Weir, Hunter | 4:15 | | | | | | |
| 79:10 | | | | | | | | | |

## Crédits

### Membres du groupe
- Jerry Garcia : guitare, chant
- Keith Godchaux : claviers, chant
- Donna Jean Godchaux : chant
- Mickey Hart : percussions, effets
- Bill Kreutzmann : batterie, percussions
- Phil Lesh : basse, chant
- Bob Weir : guitare, chant

Invités
- Steven Schuster : anche, flûte
- Robert Hunter : chant

### Équipes technique et production
- Production : Grateful Dead
- Assistants de production : Ramrod, Steve Brown, Betty Cantor, Bob Matthews, Brett Cohen
- Ingénierie : Dan Healy assisté de Rob Taylor
- Mixage : Grateful Dead, Dan Healy
- Pochette, illustrations : Philip Garris

## Classement
Album - Billboard
| Année | Type       | Position |
| ----- | ---------- | -------- |
| 1975  | Pop Albums | 12       |

Singles – Billboard
| Année | Single                  | Type        | Position |
| ----- | ----------------------- | ----------- | -------- |
| 1975  | The Music Never Stopped | Pop Singles | 81       |